# Sphyranthera
Sphyranthera är ett släkte av törelväxter. Sphyranthera ingår i familjen törelväxter.
Kladogram enligt Catalogue of Life:
| Sphyranthera | \| \| Sphyranthera airyshawii \| \| \| \| \| \| Sphyranthera lutescens \| \| \| \| |
|              | \| \| Sphyranthera airyshawii \| \| \| \| \| \| Sphyranthera lutescens \| \| \| \| |
|              | Sphyranthera airyshawii                                                            |
|              |                                                                                    |
|              | Sphyranthera lutescens                                                             |
|              |                                                                                    |